# وول (دهانه)
وول یک دهانه برخوردی در ماه‌ است.

## دهانه‌های اقماری
این دهانه ۲ دهانه اقماری دارد.
| Whewell | عرض جغرافیایی | طول جغرافیایی | قطر         |
| ------- | ------------- | ------------- | ----------- |
| A       | ۴.۷° N        | ۱۴.۱° E       | ۴.۰ کیلومتر |
| B       | ۵.۰° N        | ۱۴.۵° E       | ۳.۰ کیلومتر |